# Margareth Olde
Margareth Olde (* 15. November 2000 in Tallinn) ist eine estnische Schachspielerin. Sie trägt seit 2021 den Titel Internationaler Meister der Frauen (WIM).

## Leben
Beide Eltern Margareth Oldes sind Schachspieler. Die Mutter Margit Brokko (* 1973) trägt die Titel FIDE-Meister der Frauen (WFM), Internationale Schiedsrichterin und FIDE-Trainer. Ihr Vater Hendrik Olde (* 1966) trägt die Titel FIDE-Meister (FM), FIDE-Schiedsrichter, FIDE-Trainer und Internationaler Ausrichter. Ihre jüngere Schwester Grete (* 2002) trägt die Titel Meisterkandidat der Frauen (WCM) und nationale Schiedsrichterin.

## Erfolge
Olde gewann verschiedene estnische Landesmeisterschaften der weiblichen Jugend. 2015 gewann sie, am zweiten Brett spielend, die U18-Mannschaftseuropameisterschaft der weiblichen Jugend in Karpacz. Für die estnische Frauennationalmannschaft nahm sie an der Schacholympiade 2018 in Batumi am zweiten Brett teil und erzielte ein positives Ergebnis von 5,5 Punkten aus 10 Partien. Vereinsschach spielt sie für Tallinna MK. Die estnische Einzelmeisterschaft der Frauen konnte Margareth Olde zweimal in Tallinn gewinnen: 2015 mit 8,5 Punkten aus 10 Partien und zwei Punkten Vorsprung vor Monika Tsõganova sowie 2018 mit 9 Punkten aus 10 Partien und ebenfalls zwei Punkten Vorsprung, diesmal vor ihrer Schwester Grete.
Den WIM-Titel trägt Margarethe Olde seit 2021. Die Normen hierfür erzielte sie bei dem Open der Technischen Universität Riga im August 2019 mit Übererfüllung, beim 54. Raua-Memorial in Viljandi im Juli 2020 und beim Open der TU Riga im August 2021. Seit 2019 trägt sie den Titel einer nationalen Schiedsrichterin.
Ihre Elo-Zahl beträgt 2244 (Stand: November 2022); sie liegt damit hinter Mai Narva auf dem zweiten Platz der estnischen Elo-Rangliste der Frauen. Ihre bisher höchste Elo-Zahl war 2258. Diese erreichte sie im Oktober 2021.